# موت بي. شميت
موت بي. شميت (بالإنجليزية: Mott B. Schmidt)‏ هو مهندس معماري أمريكي، ولد في 1889 في بلدة ميدلتاون (نيو جيرسي) ‏ في الولايات المتحدة، وتوفي في 1977.